# Landesregierung Aksel V. Johannesen II
Die zweite färöische Landesregierung mit Aksel V. Johannesen als Ministerpräsident an der Spitze wurde am 22. Dezember 2022 gebildet. Die
links ausgerichtete Koalitionsregierung besteht aus drei Parteien, den Sozialdemokraten (Javnaðarflokkurin), den sozialistisch-separatistischen Republikanern (Tjóðveldi) und der linksliberalen Fortschrittspartei (Framsókn). Die Landesregierung setzt sich aus neun Regierungsmitgliedern zusammen, vier Frauen und fünf Männern.

## Regierungsmitglieder
Mitglieder der Landesregierung Aksel V. Johannesen II sind:
| Aufgabenbereich                                             | Minister             | Minister | Partei | Amtsbeginn        |
| ----------------------------------------------------------- | -------------------- | -------- | ------ | ----------------- |
| Ministerpräsident (Løgmaður)                                | Aksel V. Johannesen  |          | C      | 22. Dezember 2022 |
| Stellvertr. Ministerpräsident Äußeres, Handel und Industrie | Høgni Hoydal         |          | E      | 22. Dezember 2022 |
| Finanzen                                                    | Ruth Vang            |          | F      | 22. Dezember 2022 |
| Justiz & Inneres                                            | Bjarni K. Petersen   |          | F      | 22. Dezember 2022 |
| Soziales & Kultur                                           | Sirið Stenberg       |          | E      | 22. Dezember 2022 |
| Gesundheit                                                  | Margit Stórá         |          | C      | 22. Dezember 2022 |
| Fischerei                                                   | Dennis Holm          |          | E      | 22. Dezember 2022 |
| Jugend & Erziehung                                          | Djóni Nolsøe Joensen |          | C      | 22. Dezember 2022 |
| Umwelt                                                      | Ingilín D. Strøm     |          | C      | 22. Dezember 2022 |